# Epicrates alvarezi
La boa arcoíris argentina (Epicrates alvarezi), también llamada boa arco iris chaqueña, boa jarillera, boa enana y boa de terciopelo, es una especie terrestre del género Epicrates, de la familia de las boas  en el suborden de las serpientes. Habita en regiones cálidas y semiáridas del centro de América del Sur. 

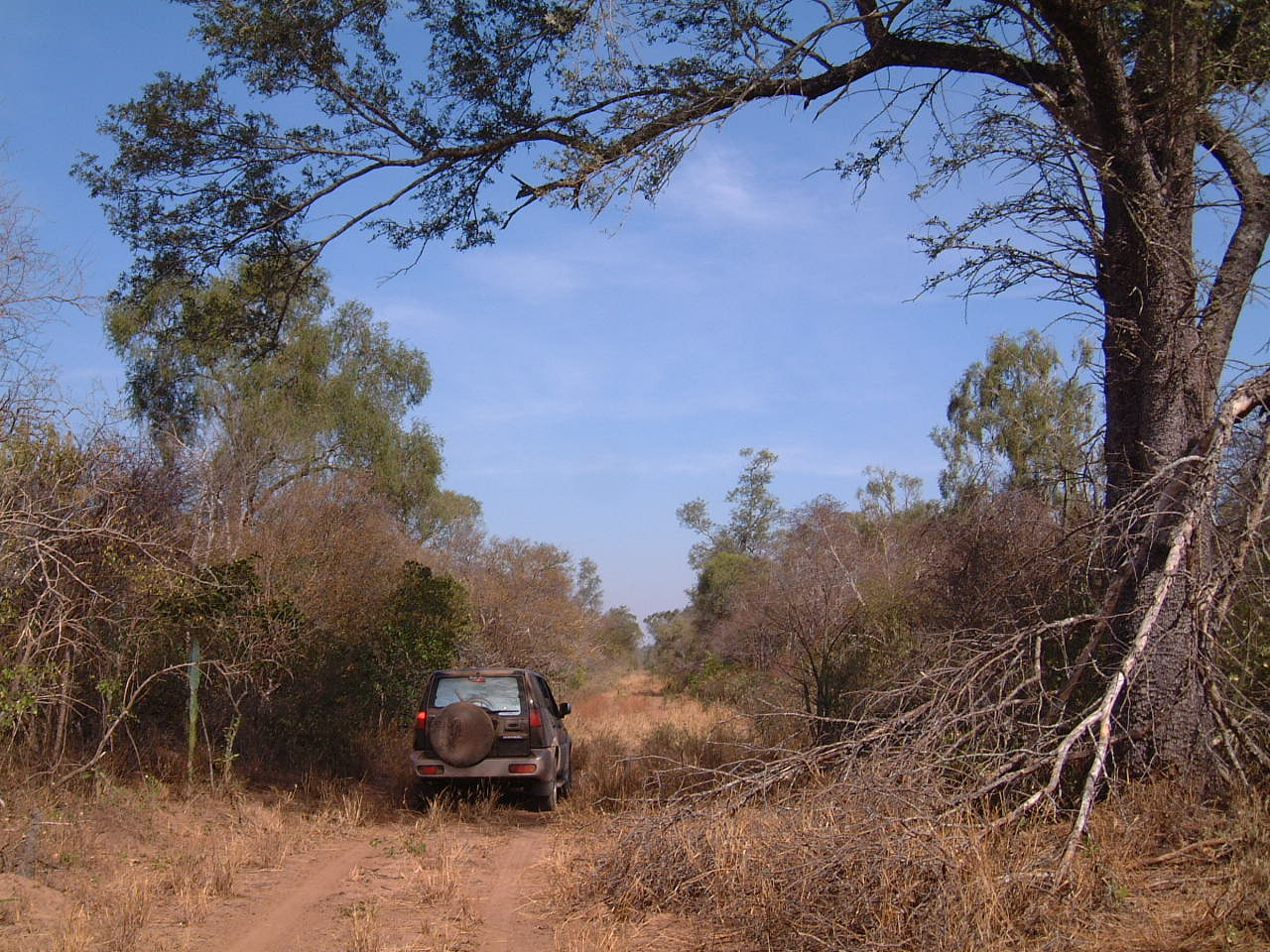
El bosque chaqueño occidental es el hábitat de esta boa.

## Taxonomía
Durante largo tiempo se creía que el género Epicrates presentaba sólo una especie continental, Epicrates cenchria, distribuida en las porciones continentales de América del Sur y Central, desde Nicaragua a la Argentina además de las islas de Trinidad y Tobago y Margarita. De este modo, este taxón fue clasificado sólo como una de sus subespecies, pero como resultado de una revisión de todos los componentes de este complejo basado en un análisis de la variación morfológica, patrón de color merísticos y caracteres morfométricos, apoyado por otros análisis filogenéticos y de modelos ambientales, fueron reconocidas cinco especies: E. cenchria, E. crassus, E. maurus, E. assisi, y E. alvarezi; por lo que de acuerdo con los modernos arreglos taxonómicos, hoy se la integra en su propia especie.
Descripción original
Esta especie fue descrita originalmente en el año 1964 por los herpetólogos argentinos Jorge Washington Ábalos, Báez & Nader.
Localidad tipo
La localidad tipo es: «Forres, Departamento Robles, Santiago Del Estero, Argentina». El holotipo es una hembra adulta, depositada en el «Instituto de Animales Venenosos Jorge Washington Ábalos»; no se dio número de colección. Este ejemplar fue cazado el 1 de julio de 1959 por el colector Cátulo Salvatierra.

## Distribución geográfica
Esta especie se distribuye en la región chaqueña sudamericana.
En Bolivia ocurre en el sudeste. 
En el Paraguay fue colectada en el departamento de Boquerón en el sudoeste del chaco paraguayo, siendo muy probable que habite en el oeste de Presidente Hayes y en el centro y oeste de Alto Paraguay.
En la Argentina se distribuye en las provincias de: Catamarca, Chaco —en el oeste—, Córdoba —en el norte y oeste—, Formosa —en el oeste—, Jujuy —en el este—, La Rioja —en el este—, Salta, San Luis —en el extremo norte—, Santa Fe —en el extremo noroeste—, Santiago del Estero y Tucumán.

## Hábitat
Es endémica de la ecorregiones terrestres chaco occidental y chaco árido. La vegetación original (hoy muy reducida por la reconversión agropecuaria) corresponde a los distritos fitogeográficos occidental y árido, ambos pertenecientes a la provincia fitogeográfica chaqueña.
Se trata de un bosque xerófilo, denso y alto, donde dominaban el quebracho colorado santiagueño (Schinopsis lorentzii) y el quebracho blanco (Aspidosperma quebracho-blanco), siendo frecuentes el yuchán (Ceiba chodatii), el guayacán (Caesalpinia paraguariensis), el palo santo (Bulnesia sarmientoi), el guaraniná (Brumelia obtusifolia), muchas especies del género de los algarrobos, como el algarrobo negro (Prosopis nigra), el algarrobo blanco (Prosopis alba), el itín (Prosopis kuntzei) y Prosopis torquata, algunas especies de cactáceas de porte arbóreo como el quimil (Opuntia quimilo), el ucle (Cereus validus) y el cardón (Stetsonia coryne), la palmera carandilla (Trithrinax schizophylla), varias especies de espinillos (Acacia), etc.

## Descripción y costumbres
Características diagnósticas
Esta especie se distingue de todas las restantes Epicrates continentales por tener:   
- hileras de escamas anteriores dorsales: 40;
- hileras de escamas dorsales al medio cuerpo: más de 47;
- subcaudales: 43-57;
- escamas interrictales: 24;
- hileras de escamas gulares: 10;
- loreal dividido;
- prefrontales yuxtapuestas;
- frontal reducida o ausente;
- contactan los escudos de la barbilla y sínfisis;
- longitud máxima de hemipenes invertidos: 6 subcaudales de largo;
- hemipenes invertidos bifurcados en el cuarto subcaudal;
- color de fondo dorsal castaño a marrón o gris a marrón grisáceo;
- porción anterior del hueso nasal corto;
- a cada lado del cuello carece de línea longitudinal clara.

Esta especie es denominada comúnmente boa arcoíris dado el resplandor multicolor que muestra su cuerpo cuando es exhibido a los rayos del sol.
Es más larga, angosta, y menos cilíndrica y maciza que Epicrates crassus. 
Su longitud raramente sobrepasa los 170 centímetros, en el caso de las hembras adultas. 
Costumbres
Es un animal nocturno de costumbres tímidas. Se alimenta especialmente de pequeños mamíferos; complementa su dieta con aves. Mata por constricción. Es voluminosa, lenta y fácilmente irritable. Deambula por el suelo, aunque trepa a los árboles cuando se enfrenta a un potencial peligro, o para buscar refugio en los huecos de los troncos viejos. También revisa huecos similares para alimentarse en nidos de aves, reportándose el consumo de pichones de loro hablador chaqueño (Amazona aestiva xanthopteryx).
Reproducción
Su reproducción es vivípara. Las cópulas se presentan en la primavera, durante el cortejo, el macho frota a la hembra con los espolones que posee a ambos lados de la cloaca, con el objetivo de estimularla. Durante el verano se produce la gestación, la cual dura 5 meses, hasta que en marzo pare un promedio de 8 crías, de unos 30 centímetros de largo.

### Conservación
Es cazada por su cuero, aunque mayormente se la mata por el temor que generan todas las serpientes, especialmente las grandes. Sufre por los desmontes de su hábitat natural, y la trasformación de su ecosistema en tierras de cultivo o para la ganadería intensiva. También la afecta la captura para destinar los ejemplares al mercado de mascotas exóticas.
Estatus
En la Argentina está considerada en la categoría de: «Amenazada».